# Anita Büttner
Anita Büttner (* 2. Mai 1924 in Trier; † 3. Juni 2008) war eine deutsche Klassische Archäologin.

## Leben
Anita Büttner studierte Klassische Archäologie und Kunstgeschichte an der Universität Mainz, wo sie 1955 bei Roland Hampe mit einer Arbeit zu den militärischen Auszeichnungen im Römischen Reich promoviert wurde. Danach war sie als wissenschaftliche Mitarbeiterin am Bischöflichen Museum Trier und als Assistentin am Saalburgmuseum in Bad Homburg vor der Höhe tätig. Ab 1973 war sie 30 Jahre lang bis zu ihrer Pensionierung Kustodin der Archäologischen Sammlungen des Hessischen Landesmuseums Darmstadt. 2003 kehrte sie in ihre Heimatstadt Trier zurück.
Sie publizierte insbesondere grundlegende Studien zu den Korkmodellen von Antonio Chichi.

## Veröffentlichungen (Auswahl)
- Untersuchungen über den Ursprung und die Entwicklung von Auszeichnungen im römischen Heer. Dissertation Universität Mainz 1955.
  - Druckfassung: Bonner Jahrbücher 157, 1957, S. 127–180 Taf. 7–15.
- Ein römischer Kalksteinblock aus Trier mit doppelseitigem Figurenrelief. In: Germania 39, 1961, S. 117–128.
- Figürlich verzierte Bronzen vom Kastell Zugmantel. In: Saalburg Jahrbuch 20, 1962, S. 62–75.
- Eine Bronzeprora aus der Mosel bei Trier. In: Trierer Zeitschrift 27, 1964, S. 139–147.
- Eine Prora aus der Mosel bei Trier. In: Germania 42, 1964, S. 66–72
- Schmuck, Jewellery, Bijoux. Hessisches Landesmuseum in Darmstadt; 10. Dezember 1964 bis 14. Februar 1965; Internationale Ausstellung. Darmstadt 1964.
- Die Trinkschale der Kaiserin Helena im Domschatz zu Trier. In: Festschrift Eugen v. Mercklin. Waldsassen 1964, S. 27–31.
- Der Traubenstein zu Gross-Umstadt. In: Der Odenwald 15, 1968, S. 67–68.
- Korkmodelle von Antonio Chichi. Entstehung und Nachfolge (= Kataloge des Hessischen Landesmuseums 3). Darmstadt 1969.
- Das antike Rom in Korkmodellen des 18. Jahrhunderts von Antonio Chichi und Kupferstichen von Giovanni Battista Piranesi 1720–1787. Eine Ausstellung im Gartensaal des Karlsruher Schlosses mit Leihgaben des Hessischen Landesmuseums Darmstadt, der Staatlichen Kunstsammlung Kassel und der Staatsgalerie Stuttgart, 21. April bis 9. Juni 1969 (= Kunst in Hessen und am Mittelrhein Beiheft 9). Darmstadt 1969.
- Korkmodelle von Antonio Chichi. Ausstellung der Kunsthalle Tübingen, 11. Januar 1975 bis 23. Februar 1975. Tübingen 1975.
- Korkmodelle von Antonio Chichi. Vollständiger Katalog der Korkmodelle, Hessisches Landesmuseum Darmstadt, Staatliche Kunstsammlungen Kassel (= Kataloge der Staatlichen Kunstsammlungen Kassel 6). Kassel 1980.
- Ein römischer Altar aus Altenstadt. In: Tainia. Festschrift für Roland Hampe. Mainz 1980, S. 439–444.
- Weihnachtskrippen gestern und heute. Ausstellung vom 30. November 1980–6. Januar 1981. Otzberg-Lengfeld 1980.
- Chichi, Antonio. In: Alberto M. Ghisalberti (Hrsg.): Dizionario Biografico degli Italiani (DBI). Band 24: Cerreto–Chini. Istituto della Enciclopedia Italiana, Rom 1980.
- Korkmodelle. In: Antike Bauten in Modell und Zeichnung um 1800. Kassel 1986, S. 10–19.
- Korkmodelle. In: Antike Bauten. Korkmodelle von Antonio Chichi 1777–1782. Katalog bearbeitet von Peter Gercke und Nina Zimmermann-Elseify (= Kataloge der Staatlichen Museen Kassel 26). Kassel 2001, S.
- Paul Nicolaus (1904–1945). In: Elisabeth Dühr (Hrsg.): Malerfreundschaften in bedrohlicher Zeit – Die 30er Jahre in der Region. Trier 2001, S. 65–77.